# ECW Hardcore Revolution
ECW Hardcore Revolution is een computerspel dat werd uitgegeven door Acclaim Entertainment. Het spel kwam in 2000 uit voor de platforms Sony PlayStation, Sega Dreamcast, Game Boy Color en de Nintendo 64. Het spel werd uitgebracht in 2000. Het perspectief van het spel wordt getoond in de derde persoon. De speler kan kiezen uit 33 worstelaars, waaronder Rob Van Dam en Tazz. Het spel kent verschillende modi, waaronder Tag Matches, Death Match, Barbed Wire Ring Match en andere. Het spel kan gespeeld worden met maximaal vier spelers tegelijkertijd. Zes maanden na dit spel bracht Acclaim het spel ECW Anarchy Rulz uit.

## Platforms
| Platform       | Jaar |
| -------------- | ---- |
| Dreamcast      | 2000 |
| Game Boy Color | 2000 |
| Nintendo 64    | 2000 |
| PlayStation    | 2000 |

## Ontvangst
Het spel werd wisselend ontvangen:
| Beoordeeld door                     | Platform    | Datum           | Score |
| ----------------------------------- | ----------- | --------------- | ----- |
| Game Informer Magazine              | Dreamcast   | april 2000      | 78%   |
| Mag'64                              | Nintendo 64 | 25 maart 2000   | 77%   |
| Super Play                          | Nintendo 64 | februari 2000   | 60%   |
| Meristation                         | Nintendo 64 | 16 oktober 2000 | 50%   |
| Gamers' Republic                    | PlayStation | april 2000      | 42%   |
| PSM                                 | PlayStation | april 2000      | 40%   |
| Super Play                          | PlayStation | mei 2000        | 30%   |
| Digital Press - Classic Video Games | Nintendo 64 | 11 januari 2004 | 25%   |
| Planet Dreamcast                    | Dreamcast   | 1 maart 2000    | 20%   |
| The Video Game Critic               | Nintendo 64 | 2 juni 2001     | 0%    |